# Johanniterkommende Schleusingen

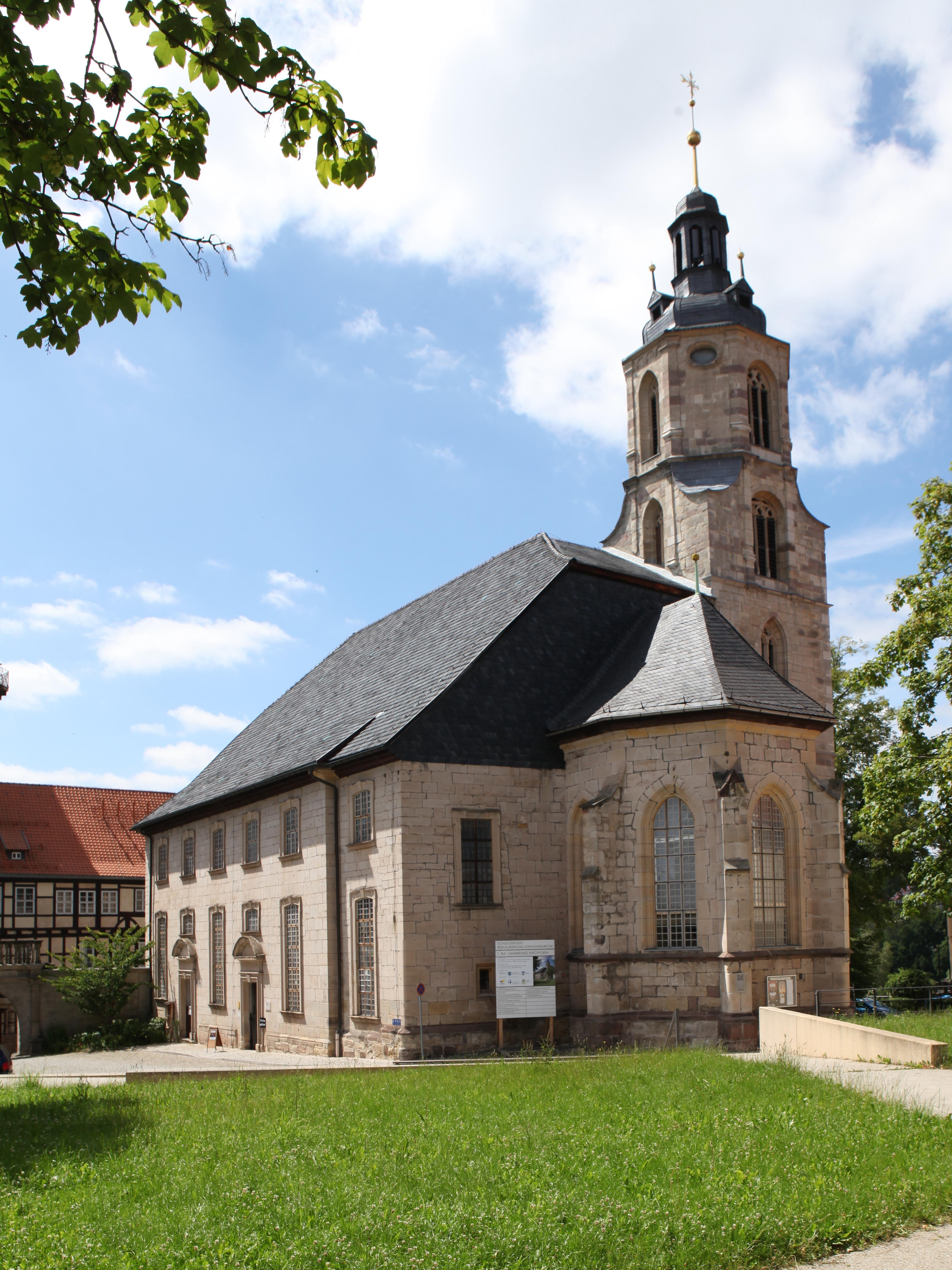
St. Johanniskirche Schleusingen

Die Johanniterkommende Schleusingen war eine Niederlassung des Johanniterordens in Schleusingen (Landkreis Hildburghausen, Thüringen). Sie wurde 1291 gegründet und 1815/16 aufgelöst bzw. eingezogen.

## Lage
Die Kommendegebäude mit den Ökonomiegebäuden lagen bei der St. Johannis-Kirche in der Altstadt von Schleusingen. Die letzten beiden Kommendatoren Nicolaus Bruno von Griset Freiherr von Forell und Philipp Hartmann Reichsfreiherr von Andlau zu Bieseck wohnten auf dem Hofgut Lange Bahn südlich von Heinrichs bei Suhl. Von diesem einstigen Berghof sind nur noch Ruinen erhalten.

## Geschichte
Am 6. März 1291 schenkte Graf Berthold VII. von Henneberg unter Mitwirkung oder Betreiben seines Bruders Berthold VI. des Älteren, der zu dieser Zeit Prior des Johanniterordens in der Ordensprovinz Alemannia war, das Patronatsrecht und die zugehörigen Einkünfte der Stadtkirche von Schleusingen, der sogenannten Johanneskirche, dem Johanniterorden. Damit verbunden waren auch Einkünfte in den Dörfern Rappelsdorf, Ratscher, Silbach und Eichenberg. Die Schenkung erfolgte unter dem Vorbehalt, dass der Gottesdienst in der Stadtkirche von zwei Ordensgeistlichen versehen werden sollte. Um 1308/09 wurde die Pfarre in Schleusingen mit ihren Einkünften in den Orden inkorporiert. Zu diesem Zeitpunkt ging wohl auch die Gerichtsbarkeit innerhalb des Kommendekomplexes an den Orden über. Dies betraf aber nicht die Gerichtsbarkeit außerhalb auf den Ordenshöfen. Die Schenkung des Grafen Berthold wurde am 18. Dezember 1320 von Papst Johannes XXII. bestätigt.
Die Kommende zählte aber nicht zur Ordensballei Thüringen, wie man aufgrund ihrer Lage annehmen könnte, sondern zur Ballei Franken; die Kirche in Schleusingen unterstand dem Bistum Würzburg. Die Ballei Franken wurde noch bis in die 1320er Jahre zur mittleren (Groß-)Ballei (Alamania media) der Ordensprovinz Alamania gerechnet. Nach den „Soll-Zahlen zum Personalbestand der deutschen Johanniter vom Jahre 1367“ gehörte sie nun zu den Oberen Landen; die mittlere (Groß-)Ballei war aufgelöst worden und der Oberen Ballei zugeschlagen worden. Für Schleusingen betrugen die Sollzahlen fünf Priesterbrüder und einen Laienbruder. Inwieweit diese Sollzahlen tatsächlich eingehalten wurden, ist nicht bekannt. Bei der Visitation von 1495 hatte das Ordenshaus tatsächlich noch fünf Priesterbrüder.
1299 kaufte der Kommendator von Schleusingen Konrad von Arnstein eine Wiese in Belrieth um 16 Pfund Haller von Konrad von Belrieth.

### 14. Jahrhundert
1315 hatte Graf Berthold VII. Schloss und Herrschaft Kühndorf an den Johanniterorden verkauft. Der Johanniterorden richtete auf der Burg Kühndorf die Kommende Kühndorf ein. Nach den Soll-Zahlen zum Personalstand der deutschen Johanniter vom Jahre 1367 sollte Schleusingen in Zukunft ein Membrum (Glied) von Kühndorf werden. Otto von Hessberg war 1385 tatsächlich Kommendator von Kühndorf und Schleusingen. Ab 1401 hatte Schleusingen wieder eigene Kommendatoren. 1425 wird ausdrücklich Bruder Johann Kremer, Kommendator in Schleusingen und zugleich Statthalter des Hauses in Kühndorf genannt. Schleusingen war also nur kurze Zeit Membrum von Kühndorf. Zumindest ab 1425 war Kühndorf Membrum von Schleusingen. 1429/1430 bis 1436 wurde die Kommende Kühndorf verkauft und der auf der Burg Kühndorf angesiedelte Konvent wurde 1436 nach Schleusingen verlegt.
1317 kam es zu Streitigkeiten zwischen dem Stifter Graf Berthold VII. und den Johannitern in Schleusingen. Der Graf hatte begonnen, eine neue Kirche für ein Chorherrenstift in Schleusingen zu bauen. Dagegen wehrten sich die Johanniter, die wohl eine Schmälerung ihrer Einkünfte befürchteten. In diese Sache schaltete sich sogar Papst Johannes XXII. ein, der dem Grafen über den Dekan der Kirche in Aschaffenburg gar die Exkommunikation oder Kirchenbann androhen ließ, sollte er mit dem Bau weiter machen ohne päpstliche Vollmacht. Graf Berthold stellte daraufhin den Bau ein und ließ das Chorherrenstift in Schmalkalden erbauen.
1318 beurkundete Berthold von Henneberg, Prior des Johanniterordens in Böhmen, Polen, Mähren und Österreich, dass sein Bruder Graf Berthold den Johannitern zu Schleusingen mehrere Geldzinse geschenkt habe.
1326 und 1331 nahm Kommendator Berthold von Henneberg, wohl schon der Jüngere (bzw. Berthold XI., Sohn des Berthold VII.) ein Kredit in Höhe von 36 Pfund Heller auf und muss dafür einen Zins in Höhe von 2 Pfund Heller zu Wenigen Eichenberg, fünf Pfund Heller Einkünfte in Fischbach und 30 Schillinge zu Gerhardtsgereuth bezahlen.
1338 entschied Graf Berthold VII. den Streit zwischen dem Johanniterorden, vertreten durch den Prior Berthold von Henneberg, seinem Sohn und den Grafen von Käfernburg um die Pfarrei Kirchheim zugunsten des Johanniterordens.
1377 schenkte Landgraf Johann I. von Leuchtenberg (1334–1407) in seinem Amt als Vormund der Hennebergischrn Grafen dem Kommendator Heinrich von Breßla der Kommende Schleusingen die Wüstung Wenigeneigenberg (heute Neuhof, Ortsteil der Gem. Kloster Veßra) als Seelgerät.
1381 erhielt die Kommende Schleusingen vom Grafen Heinrich XI. ein Gut in Hintenau mit der Notbete und der Herberge. Graf Heinrich XI. von Henneberg und seine Frau Mechthild machten am 6. September 1385 eine weitere Schenkung an die Kommende, den nidern See bei Fischbach, zu Händen von Otto von Hessberg (Hessebürg), Kommendator von Kühndorf und Schleusingen.

### 15. Jahrhundert
1401 entschied Friedrich I. von Henneberg einen Streit zwischen Kommendator Eberhard von Aura zu Schleusingen und Hans von Schweinfurth um Gülten in Werbergehausen.
1411 verlieh Johann von Tüngen, Kommendator in Schleusingen dem Otten Vogt zu Salzburg eine Mühle bei dem Hof zu Mühlbach.
1415 erhielt die Kommende von Karl von der Kehr, Burgmann zu Schleusingen ein Gut in Sachsendorf für ihren Kampf gegen die Ungläubigen.
1439 verlieh Johann Kremer, Kommendator in Schleusingen verschiedene Zinsen und Gülten in Birkenfeld und Maßenhausen an Hans Schwaben in Hildburghausen.
1444 war Graf Wilhelm II. von Henneberg durch einen Unfall jung gestorben; er hinterließ drei unmündige Söhne. In seinem Testament hatte er außerdem seinen besten Hengst der Kommende Schleusingen vermacht. Anscheinend wurde dieser Teil des Testaments nicht sofort vollstreckt, denn 1452 übergaben seine drei Söhne Wilhelm III., Johann III. und Berthold XIV. stattdessen einen jährlichen Zins in Höhe von drei Gulden aus Rappelsdorf dem Kommendator Johann Streuben als Ersatz.
Graf Wilhelm II. von Henneberg starb 1480 und vermachte der Kommende Schleusingen 50 Gulden für die Anschaffung von Büchern. Das Vermächtnis wurde vom damaligen Verwalter (oder Statthalter) Johann Kunkel beurkundet.
1463 vermachte der Nürnberger Bürger Burkhard Semler (vermutlich aus Schleusingen stammend) der Kommende Schleusingen 1000 Rheinische Gulden, für die Kommendator und Konvent in Schleusingen eine ewige Messe in der Kapelle zu den Vierzehn Nothelfern auf dem Markt abzuhalten hatten. 1464 vermachte die Schleusinger Bürgerin und Witwe Elisabeth Pfeilstickerinn ihr gesamtes Vermögen (in nicht genannter Höhe) der Kommende in Schleusingen. Auch die Witwe Katharina Volkmarin vererbte ihr Vermögen in ebenfalls nicht genannter Höhe der Kommende, um des Seelenheil ihres verstorbenen Ehemannes und ihrer Angehörigen willen.
1488 setzte Johann Wilhelm von Bodman Kommendator in Schleusingen und Kleinerdlingen Johann Rupprecht als Verwalter der Ordenshäuser Schleusingen, Kühndorf und Kirchheim ein.
Um/nach 1500 war es zwischen dem Johanniterkonvent und den Bürgern der Gemeinde Kirchheim, in der die Johanniter das Patronat über die Pfarrkirche hatten, zu Misshelligkeiten über die kirchliche Versorgung der Gemeinde gekommen, die 1509 in einem detaillierten Vertrag zwischen Gemeinde und Johannitern ausgeräumt wurden.

### 16. Jahrhundert
In der Grafschaft Henneberg wurde die Reformation erst 1544 durch Graf Georg Ernst von Henneberg eingeführt. Sein Vater Wilhelm VI., der seinen Sohn schon 1543 zum Mitregenten bestimmt hatte, blieb bis zu seinem Tod 1559 beim katholischen Glauben. Noch unter dem Grafen Wilhelm wurde 1543 ein Vergleich mit dem Johanniterorden geschlossen, dass die Besoldung der evangelischen Geistlichen an der Stadtkirche in Schleusingen aus den Einkünften der Kommende zu erfolgen habe. Dem Landesherrn standen die Steuern zu, die von der Kommende entrichtet werden mussten. Dafür blieb der Johanniterorden im Besitz der Kommende und ihres Einkommens (nach Abzug der Ausgaben für die Besoldung der Geistlichen). Dem deutschen Großprior der Johanniter sollten 50 Gulden Responsgelder zu kommen. Wilhelm VI. wurde in der Aegidienkapelle an der Stadtkirche begraben.

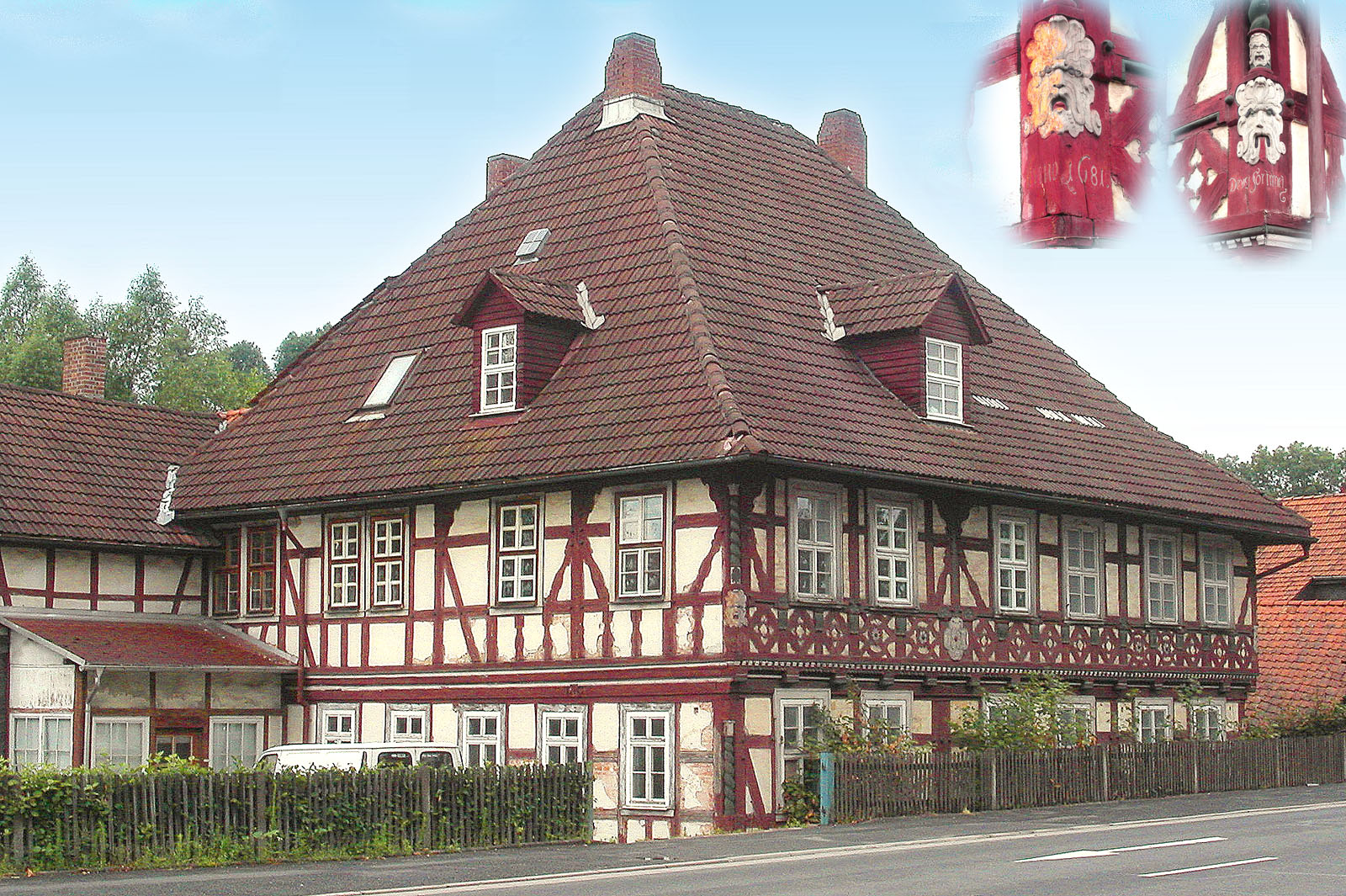
Ehemalige „Teutsche Schule“ (des Hennebergischen Gymnasium), hennebergisch-fränkisches Fachwerkhaus, erbaut 1681

Eine Säkularisierung der Kommende, wie von verschiedenen Autoren behauptet, fand also nicht statt. Neben der Besoldung der Geistlichen an der Stadtkirche musste die Kommende später auch einen Anteil zur Unterhaltung des vom Grafen Georg Ernst 1577 neu gegründeten Gymnasiums (Hennebergisches Gymnasium „Georg Ernst“) aufbringen. Die Johanniter mussten auch eine weitgehende Einflussnahme auf die inneren Belange ihrer Kommende durch den Landesherrn hinnehmen. So bat beispielsweise der Großprior Georg Bombast von Hohenheim den Grafen Georg Ernst, 1559 den neuen Kommendator Gilbrecht von Carben in seine Kommende Schleusingen einzuweisen. Die Kommende Schleusingen gehörte zum Amt Schleusingen, konnte jedoch ihre Exemption bewahren.

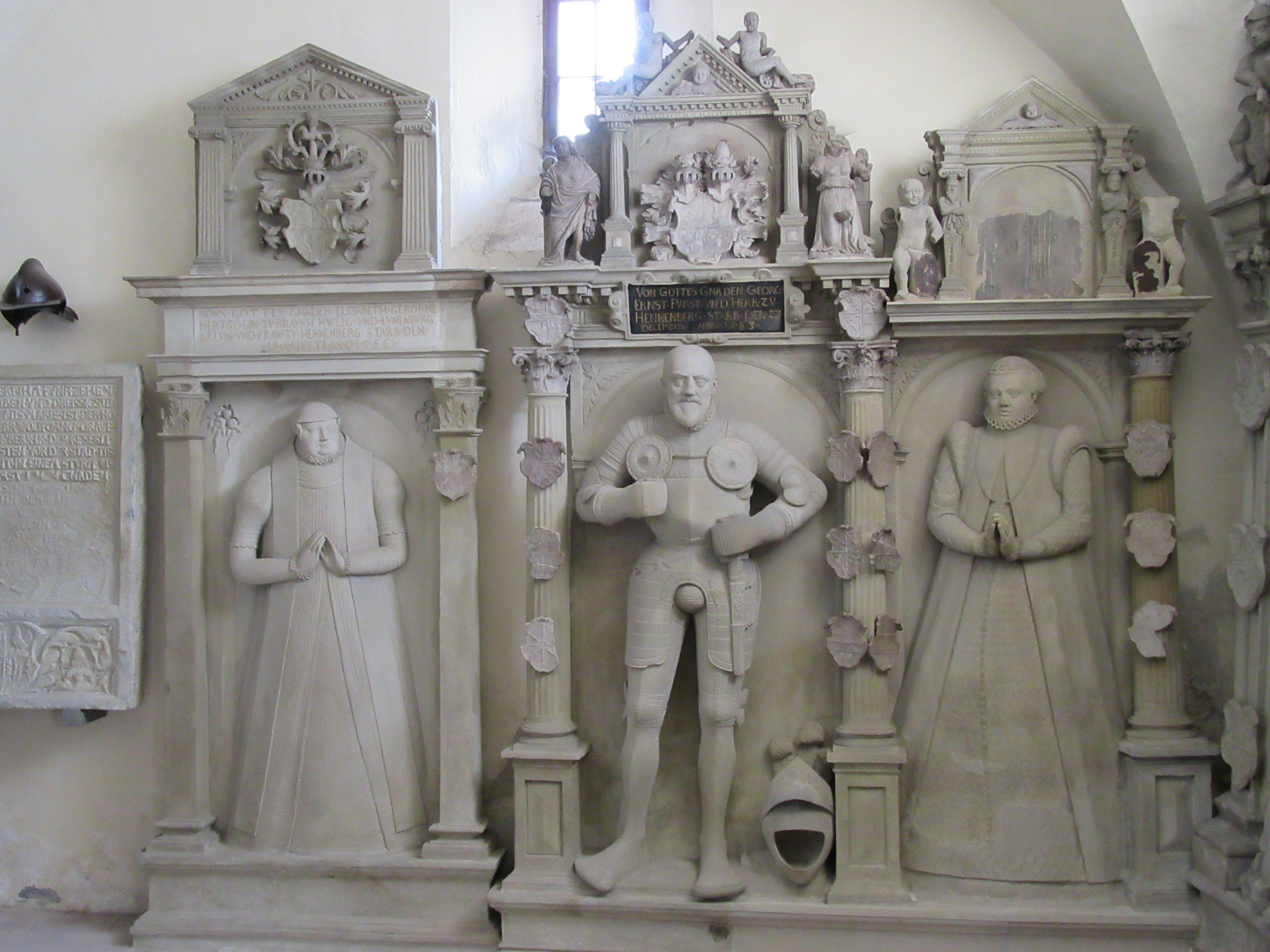
Grabmal des Georg Ernst von Henneberg-Schleusingen und seine beiden Frauen Elisabeth von Braunschweig-Calenberg und Elisabeth von Württemberg in der Aegidienkapelle der St. Johanniskirche in Schleusingen

Mit Graf Georg Ernst starben 1583 die Grafen von Henneberg-Schleusingen aus. Auch Georg Ernst wurde in der Aegidienkapelle begraben. Nach dem Kahlaer Erbvertrag von 1554 kam die Grafschaft Henneberg unter die gemeinsame Verwaltung aller sächsischen Herzogtümer und des Kurfürstentum Sachsen.

### 17. Jahrhundert
Der Dreißigjährige Krieg verwüstete auch die Besitzungen der Kommende. 1632 soll die Liebenfrauenkirche (und der dortige Ordenshof?) auf dem Einfürst südöstlich von Schleusingen sowie der Berghof Langebahn (südlich von Suhl) zerstört worden sein. Das Kurfürstentum Sachsen war damals mit Schweden verbündet. Allerdings nahmen die jeweiligen Kriegsparteien keine Rücksicht darauf, ob es sich um das Territorium des Gegners oder eines Verbündeten handelte. Der damalige Kommendator Albrecht von Müggenthal/Mückenthal zu Hexenagger bat daher den schwedischen König Gustav Adolf um einen Schutzbrief für die Kommendebesitzungen, den er auch erhielt. Nach Erhalt dieses Schutzbriefes wandte sich der Kommendator auch an den sächsischen Kurfürsten Johann Georg I. mit der Bitte um einen Schutzbrief. Ob er diesen Schutzbrief erhielt, ist jedoch nicht überliefert.
Zu Ende des Jahres 1632 oder Anfang 1633 wurde die Kommende Schleusingen (und andere katholische Institutionen) dem kurfürstlich-sächsischen Domänenbesitz einverleibt, um die durch den Krieg entstandenen Kosten und Schäden zu decken. Bereits nach dem Prager Frieden von 1635 zwischen Johann Georg I. und Kaiser Ferdinand II. wurde die Kommende Schleusingen wieder restituiert. Der Orden setzte Jakob Christoph von Andlau als Kommendator ein. Allerdings wurde nun der Kommendebesitz überwiegend verpachtet oder von Verwaltern bewirtschaftet.
Das bisher fast konfliktfreie Verhältnis der Kommende mit der Stadt Schleusingen verschlechterte sich nun aber zunehmend. 1636 drang der Amtmann Johann Nicolaus widerrechtlich in die Kommendegebäude ein und ließ den damaligen Verwalter durch einen Land- und Stadtknecht hinaus schaffen. Die Gründe für diesen Übergriff sind nicht bekannt. 1637 zog ein Regiment Soldaten durch die Stadt, die die Stadt Schleusingen, vielleicht auch auf Druck des Regiments, im Ordenshof einquartierte. Zwar protestierte der Verwalter des Ordenshofes gegen die Einquartierung, musste jedoch klein beigeben. Die Soldaten richteten erhebliche Verwüstungen im Ordenshof und dessen Gütern an. Ende des Jahres 1637 stellte er die angerichteten Schäden der Stadt Schleusingen in Rechnung. Dies löste natürlich erhebliche Verärgerung seitens des Rates der Stadt Schleusingen aus, der daraufhin unter den Bürgern Stimmung gegen die Kommende und dessen Verwalter machte. Im Frühjahr 1638 verbot der Rat der Stadt dem Orden die Weidegerechtigkeit für dessen Schäferei oder deren Nutzung wurde ihm durch die Bürger unmöglich gemacht. Aufgebrachte Bürger drangen in den Ordenshof ein und entwendeten sogar eine Kuh. Der Verwalter beschwerte sich beim zuständigen Amtmann und forderte Schadenersatz bzw. die Herausgabe der gestohlenen Kuh. Anscheinend provozierte diese Forderungen des Verwalters den städtischen Rat so sehr, dass dieser die Kontribution der Kommende zu den Einquartierungskosten der Stadt auf zunächst 10 Gulden, später sogar auf 20 Gulden fest setzte. Zwar beschwerte sich der Verwalter über diese unverhältnismäßig hohen Kontributionen, musste sich jedoch fügen. Er beschwerte sich auch bei dem zuständigen Regimentskommandeur, ohne Erfolg. Schon bald waren die Barmittel der Kommende aufgebraucht und der Verwalter befürchtete eine Beschlagnahme des Hofinventars. Daher verkaufte er zuvor noch einiges Inventar, was aber schließlich auch nichts half. Die Soldaten holten ihm noch das letzte Kalb aus dem Stall. Der Verwalter wandte sich auch an den Bischof von Würzburg um Hilfe. Eine Antwort ist aber nicht bekannt. Auch über das weitere Schicksal der Kommende in den letzten Jahren des Dreißigjährigen Krieges sowie in den Jahrzehnten danach schweigen die Quellen. Die Kommende war ganz offensichtlich verpachtet oder wurde durch einen Verwalter bewirtschaftet. Aufenthalte der Kommendatoren dürften selten gewesen sein; sie wohnten jedenfalls für längere Zeit nicht mehr in Schleusingen.
Mit dem Weimarer Abschied von 1660 wurde die gemeinsame Verwaltung der Grafschaft Henneberg aufgehoben und die ehemalige Grafschaft Henneberg aufgeteilt. Die Ämter Kühndorf und Schleusingen kamen unter die Oberhoheit des Kurfürstentum Sachsen. Nach den Erbteilungen von 1657 bzw. 1660 und 1663 fielen die beiden Ämter an das Sekundogeniturfürstentum Sachsen-Zeitz. Diese Linie starb 1718 aus und die Gebiete des Fürstentums Sachsen-Zeitz fielen wieder an das Kurfürstentum Sachsen zurück (ab 1806 Königreich Sachsen).
Am 6. November 1687 wurde Maximilian Heinrich von Bourscheidt (auch Burscheidt und Bourscheid) zum Kommendator von Schleusingen und Weißensee ernannt. Während er in Schleusingen die Kommende tatsächlich in Besitz nehmen konnte, wurde er in Weißensee vom damaligen Amtmann gewaltsam aus den Kommendegebäuden geworfen. Erst 1774 wurde die dortige Kommende dem Orden wieder eingeräumt, bis dahin war Kommendator von Weißensee ein bloßer Titel. Burscheid wollte im Ordenshof in Schleusingen eine Kapelle einrichten, in der katholischer Gottesdienst gefeiert werden sollte. Auch wollte er im Ordenshof ein Marienbild aufstellen. Dies wurde ihm vom damaligen Landesherrn Moritz Wilhelm untersagt. Auch die von ihm beantragte Erweiterung der Schafhaltung seitens der Kommende wurde ihm 1688 vom Landesherrn verboten. Er befürchtete Nachteile für seine Untertanen.

### 18. Jahrhundert
Spätestens 1702 überließ Kommendator Bourscheidt die Bewirtschaftung der Kommende Schleusingen wieder einem Verwalter. Ferdinand von Groote ließ umfangreiche Ausbesserungsarbeiten an den Kommendegebäuden durchführen. Sein Wappen und eine Inschrift waren über dem Eingangsportal angebracht.
Frater Ferdinandus de Grote exstruxit hoc opus liberis et propriis expensis pro se et posteri (i.e. 1702). Deo laus qui protegit insignia mea quae posui et heic extruxi (i.e. 1704)
Auch der neue Kommendator Philipp Wilhelm Graf von Nesselrode und Reichenstein versuchte um 1710, in der noch vorhandenen alten oder einer neu errichteten Kapelle katholischen Gottesdienst abzuhalten. Nachdem dies dem Landesherrn zugetragen worden war, wurde dem Kommendator dies untersagt. Anscheinend gab auch er auf und ließ die Kommende von einem Verwalter bewirtschaften.
1718 war Herzog Moritz Wilhelm, der letzte Herzog des Sekundogeniturfürstentums Sachsen-Zeitz, gestorben. Sachsen-Zeitz und damit auch Schleusingen fiel an das Kurfürstentum Sachsen zurück. Dessen Landesherr war Friedrich August I., „der Starke“, der seit 1697 auch polnischer König war.
Unter dem Verwalter Zilhardt kam es zu einer Auseinandersetzung mit der Stadt Schleusingen. Die Schleuse eines kommendeeigenen Teiches verstopfte und der Teich floss über. Dabei beschädigte das Wasser eine nahe Straße (oder eine über den Damm führende Straße). Über die Beseitigung der Schäden bzw. über die Übernahme der Kosten konnten sich der Kommendeverwalter Zilhardt und die Stadt nicht einigen, sodass schließlich der Landesherr schlichtend eingreifen musste. Der Ausgang des Verfahrens ist allerdings nicht mehr aktenkundig.
Eine weitere Streitigkeit, diesmal zwischen Kommende und sächsischer Landesregierung entstand durch den Stadtbrand des benachbarten Städtchens Suhl am 1. Mai 1753. Suhl gehörte damals ebenfalls zum Kurfürstentum Sachsen, das daher auch für den Wiederaufbau zuständig war. Die Kommende sollte wie auch die umliegenden Dörfer und Städte zum Wiederaufbau beitragen und aus den kommendeeigenen Wäldern Bauholz zu einem verbilligten Preis zu liefern. Die Kommende lehnte dies jedoch ab, erklärte sich aber bereit Bauholz um marktüblichen Preis zu liefern. Noch im selben Jahr wollte die Kommende 8400 Stämme aus dem Waldgut Langebahn an einen Forstmeister und einen Flößereiunternehmer zu veräußern. Dieses Geschäft wurde der Kommende aber vom Landesherrn untersagt; die Kommende hätte die 8400 Stämme als Bauholz zum Wiederaufbau der Stadt Suhl zu liefern. Der Streit in den schließlich auf Landesseite, der Landesherr, die Landesregierung und das Amt Schleusingen involviert waren, auf Ordensseite der Kommendeverwalter, Ordenshofunterpächter, Bevollmächtigte und schließlich auch noch der kursächsische Kabinettsminister und damaliger Generalrezeptor des Johanniterordens in Deutschland Franz Joseph de Griset Freiherr von Forell, zog sich bis in das Jahr 1764 hin. Leider ist der Ausgang des Verfahrens nicht genau bekannt. Zuletzt wurde allerdings nur noch ein Deputat von 70 Stämmen für den Aufbau von Suhl gefordert.
1764 versuchte Kommendator Franz Jakob Ferdinand Freiherr von Franken erneut, eine Genehmigung des Kurfürsten für die Wiederaufnahme der Schafhaltung zu bekommen. Trotz der Fürsprache des sächsischen Kabinettsministers Franz Joseph von Griset Freiherr von Forell wurde der Antrag erneut abgelehnt.
1774 übernahm der schon erwähnte sächsische Kabinettsminister Franz Joseph von Griset Freiherr von Forell die Kommende Schleusingen (und auch die Kommende Weißensee). Er beließ die Kommende weiterhin in der Fremdverpachtung. Nach seinem Tod 1786 erhielt sein Neffe (Joseph) Nicolaus Bruno von Griset Freiherr von Forell die Kommenden Schleusingen und Weißensee. Für die landesherrliche Einweisung in die Kommende musste er eine Gebühr von 23 Talern und 17 Groschen bezahlen. Auch er beließ die Kommende in der Verpachtung. Er wohnte aber nicht mehr in den Kommendegebäuden in Schleusingen, sondern auf dem der Kommende gehörigen Berghof Langebahn. 1796 setzte der Landesherr einen Aufseher und Rechnungsführer der Kommende Schleusingen ein. Damit sollte wohl die effektive Arbeit der Verwalter und Pächter überwacht werden. Aus den Erträgen der Kommende wurde ja auch die Geistlichkeit an der Schleusinger Stadtkirche bezahlt. Die Kommende leistete außerdem einen Beitrag zur Finanzierung des Schleusinger Gymnasiums.

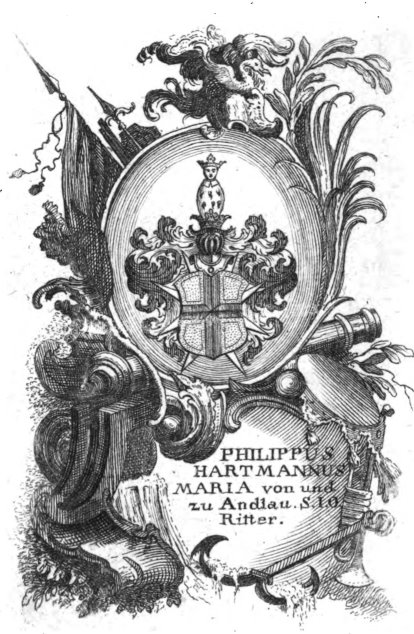
Wappenschild des Philipp Hartmann von Andlau (aus dem Wappenkalender des Johanniter- oder Malteserordens von 1786)

### 19. Jahrhundert
Nach dem Tod des Kommendators Nikolaus Bruno von Griset Freiherr von Forell wurde am 3. Dezember 1800 Philipp Hartmann von Andlau/Andlaw-zu Bieseck, der letzte Johanniterritter des Thüringer Waldes in die Kommende eingewiesen, und legte die Erbhuldigung auf den sächsischen Kurfürsten ab. Wie sein Vorgänger wohnte er hauptsächlich auf dem Berghof Langebahn. Der Reichsdeputationshauptschluss von 1803 wirkte sich zunächst nicht auf die Existenz der Kommende aus. Am 8. Mai 1814 verstarb Kommendator Philipp Hartmann Reichsfreiherr von Andlau zu Bieseck. Daraufhin entstand ein Streit zwischen zwei sächsischen Regierungsgremien, dem Geheimen Sächsischen Consilium und dem Geheimen Finanz Collegium wie nun weiter mit der Kommende zu verfahren sei. Nach mehreren Schriftwechseln wurde die Landesregierung angewiesen, zur Wahrung der Landesherrlichen Gerechtsame die Kommende Schleusingen einstweilen in Besitz zu nehmen. Das Geheime Consilium wies nun im Februar 1815 an, dass der finanzielle Überschuss nach Abzug aller Kosten und Verpflichtungen (z. B. für die Besoldung der Geistlichen) an die königlich sächsische Hauptkasse überwiesen werden sollte.
Im Juni 1815 kam das Amt Schleusingen und damit auch die Kommende Schleusingen als Folge des Wiener Kongresses unter preußische Hoheit und wurde der Provinz Sachsen zugeordnet. Kurz danach wurde die Kommende Schleusingen aufgelöst und in Staatsbesitz genommen. Die Gebäude dienten Schulzwecken. Die landwirtschaftlichen Flächen wurden anscheinend an Privat verkauft.

## Visitation 1495
Bei der Visitation von 1495 war nur der Verwalter der Kommende Schleusingen, ein Bruder Johann Beyer nach Würzburg gekommen. Die Visitatoren wollten sich den langen Weg nach Schleusingen ersparen. Der Kommendator Johann Wilhelm von Bodman hielt sich meist in seiner Kommende Kleinerdlingen auf und ließ sich auch bei der Visitation von seinem Verwalter vertreten. Zusammen mit Bruder Johann Beyer zählte der Konvent noch fünf Ordenskapläne, deren Namen aber nicht in den Visitationsprotokollen genannt sind. Die gewöhnlichen Arbeiten verrichteten ein Diener und ein Koch.
1495 hatte die Kommende Einnahmen aus Rappelsdorf, Suhl, Waldau, Oberrod, Ratscher, Gerhardtsgereuth, Neundorf (wohl Schleusingerneundorf) und Kirchheim. Außerdem lieferten die Grafen von Henneberg noch 20 Malter Roggen. Die Kommende betrieb auch eine kleine Eigenwirtschaft. Der Tierbestand belief sich damals auf vier Pferde und 17 Kühe. Die Einkünfte beliefen sich insgesamt auf 57 Malter Roggen, 25 Malter Hafer und 31 Gulden in bar. Die Ausgaben beliefen sich auf 160 Gulden. Das Defizit von 10½ Gulden glich der Kommendator von Bodman aus den Überschüssen seiner Kommende Kleinerdlingen aus. An Responsgeldern mussten 7 Gulden 15 Alben an die Ordenszentrale abgeführt werden. 1495 kostete ein Malter Roggen einen Gulden, ein Malter Hafer einen halben Gulden.

## Visitation 1540
1540 betrugen die Einnahmen 66 Malter Roggen, 69 Malter Hafer und 149 Gulden 2 Batzen. Die Einnahmen stammten u. a. auch von einem neu erbauten Gutshof, vermutlich auf der Langebahn und einer (Ordens-?)Mühle. Es ist keine Reineinnahme angegeben. An Responsgeld hatte er 7 Gulden an die Ordenszentrale und 2 Gulden an das Provinzialkapitel in Speyer abzuführen.
Zum Kirchenpatronat in Kirchheim gehörten 9 Hufen Land und Getreidezinsen. Am 22. September 1589 verkaufte Kommendator Lucius Schmück diesen Besitztitel um einen jährlichen Erbzins in Höhe von 40 Gulden an die Stadt Erfurt. Der Vertrag wurde aber erst durch den Konsens der Johanniterkommendatoren vom 18. Juli 1597 unter dem Kommendator Valentin von und zu der Heese ratifiziert.

## Das Repertorium von 1798
Das von Karl Herrlich bereits 1880 publizierte „Repertorium über alle Cabranen oder Lagerbücher und Beraine der hochritterlichen Johanniter-Ordens deutschen Großpriorats-Häuser und Commenden. Verfertigt mit Ende 1798“ weist für Schleusingen Besitz bzw. Einnahmen aus folgenden Dörfern aus.
- Birkenfeld
- Dachbach
- Gethles
- Gerhardtsgereuth
- Gossel
- Gräfenroda
- Heßberg
- Hinternahe (Hinternah)
- Krawinkel
- Krakau
- Langebahn
- Oberrod
- Rappelsdorf
- Ratscher
- Reurit (Reurieth)
- Sachsendorf
- Schleusingen
- Schleusingerneundorf
- Suhlerneundorf (Neundorf)
- Waldau
- Wermerichshausen
- Wiedersbach.

## Baulichkeiten und Kirche
Die Kirche S. Johannes wurde 1235 erstmals genannt und vermutlich beim Stadtbrand 1353 zerstört und wieder aufgebaut. 1483 wurde der Grundstein zur gotischen, vermutlich gewölbten Hallenkirche gelegt und 1498 eingeweiht. Die Kirche hatte aber 1495 bereits vier Altäre. Zur Zeit der Visitation wurden gerade weitere Altäre fundiert und aufgestellt. Die fünf Ordensgeistlichen mussten täglich zwei Messen lesen. Die jetzige Kirche wurde 1723/27 grundlegend erneuert. Vermutlich sind nur noch die Grundmauern des Kirchenschiffes gotischen Ursprungs. In der Aegidienkapelle an der Südseite befindet sich die Grablege der Grafen von Henneberg.
Außerdem waren die Kirchen in Waldau und Gerhardtsgereuth in den Orden inkorporiert und mussten von der Kommende bzw. den Ordensgeistlichen mit versorgt werden. In diesen Kirchen wurde an allen Festtagen und ansonsten alle zwei Wochen Gottesdienst abgehalten. In der Kirche von Kirchheim war damals der Ordensgeistliche Johannes Meysener als Pleban angestellt.
Der Kommendator von Bodman (1488 bis 1495) hatte aus seinem Privatvermögen ein neues Kommendegebäude erstellen lassen. Das Dormitorium der Ordensgeistlichen stammte dagegen damals aus älterer Zeit. 1702 ließ der damalige Verwalter Ferdinand von Groote/Grotte neue Gebäude errichten.

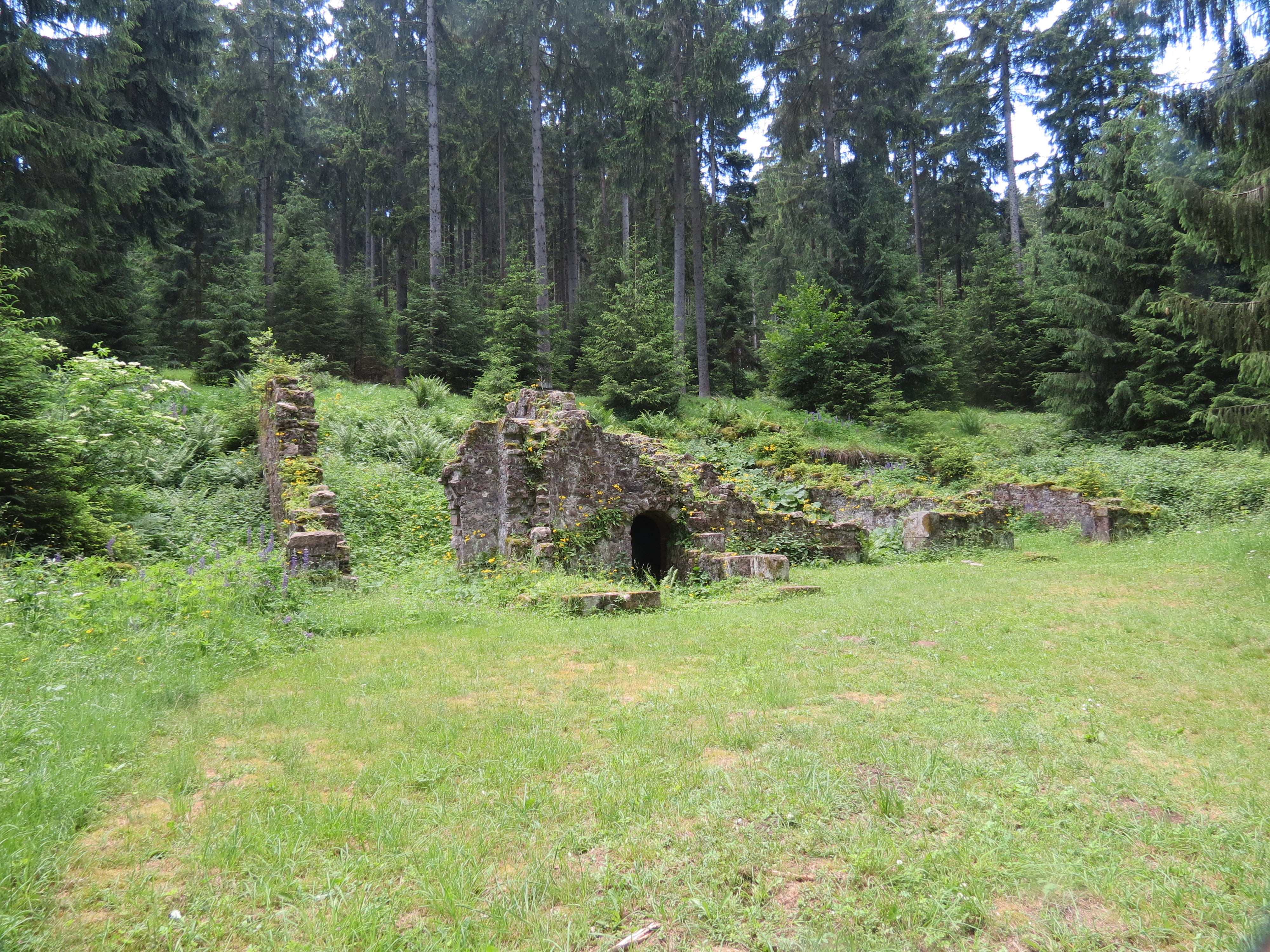
Ruinen des einstigen Berghofes Lange Bahn, südlich von Suhl-Heinrichs

## Der Berghof Lange Bahn
Der Kommende in Schleusingen gehörte auch der Berghof Lange Bahn bei Suhl. Er lag ca. 2,5 cm südlich von Suhl-Heinrichs. Heute steht in der Nähe die Bergbaude Lange Bahn. Wahrscheinlich kam der Berghof bereits 1292 in den Besitz des Johanniterordens. Mit dem Hof verbunden war das Recht zum Brauen, Ausschank und Backen sowie die Kleine Jagd. Für letzteres Recht musste allerdings Zins in Form von Naturalien bezahlt werden. Der Hof bestand aus einem Hauptgebäude und mehreren Wirtschaftsgebäuden. Scheunen sollen sich noch ca. 1 km südwestlich am Stadelrod befunden haben. Die Größe wurde mit 50 Acker Feld, 14. Acker Wiesen und 30 Morgen Wald angegeben, umgerechnet ca. 90 ha. Im 16. Jahrhundert war der Hof verpachtet. Im Dreißigjährigen Krieg wurde er zerstört und war wohl einige Zeit unbewohnt. 1688 wurde der Hof durch den Kommendator Burscheid wieder hergerichtet. Die beiden letzten Kommendatoren wohnten zumindest zeitweise hier. Mit der Übernahme des Kommendebesitzes durch Preußen 1815 wurde der Hof bereits 1820 auf Abbruch zum Verkauf ausgeschrieben. Schließlich wurde er 1825 tatsächlich abgerissen und die Felder und Wiesen aufgeforstet.
Der Heimatverein Lange Bahn e.V. hat die Ruinen teilweise ausgegraben, die als Bodendenkmal unter Schutz stehen. Sie sind Endpunkt eines Archäologischen Wanderwegs.

## Die Wallfahrtskapelle Unser Lieben Frauen und das Schenkhaus auf dem Einfürst
Auf dem Einfürst, einem Berg südöstlich der Kernstadt von Schleusingen, nahe an seiner höchsten Stelle stand im Spätmittelalter eine der Heiligen Gottesmutter Maria geweihte Wallfahrtskapelle (Lage:), in unmittelbarer Nähe zur Kirche stand zudem ein Schenkhaus. In der historischen Literatur ist die ursprüngliche Schreibweise Einfirst beibehalten worden. In den 1450er Jahren entwickelte sich eine Wallfahrt zu einem wundertätigen Marienbild in einem Bildstock auf dem Einfürst. Zwischen 1461 und 1464 wurde dort eine Kirche errichtet, die als Filialkirche der St. Johannis-Kirche in Schleusingen unter dem Patronat der Johanniterkommende Schleusingen stand. 1494 ist ein Vikar für die Kirche nachgewiesen, und außerdem ein Küster, der im nahe gelegenen Schenkhaus eine Stube als Unterkunft hatte. Das Schenkhaus wurde wohl von der Stadt Schleusingen betrieben. 1494/95 wurde die Kirche umgebaut und die Kirche erhielt einen kleinen Glockenturm, in dem sich zwei Glocken befanden. Die Kirchenverwaltung konnte über beträchtliche Geldmittel vermitteln, die durch Spenden der Wallfahrer in die Kirchenkasse kamen. 1494 waren 836 Gulden an Kapitalien ausgeliehen. Eigenwirtschaft betrieb die Kirchenverwaltung nicht, bis auf ein paar Bienenstöcke, die für einige Jahre nachgewiesen sind. Geschenkter Grundbesitz wurde rasch veräußert.
Der Kommendator in Schleusingen musste dienstags, donnerstags und sonntags sowie am Kirchweihtag eine Messe in der Kirche halten. Sicherlich ließ er sich meist von einem Priester des Konvents vertreten. Dafür erhielt er ein jährliches Salär von 15 Gulden aus der Kirchenkasse. Schon in den ersten Jahrzehnten des 16. Jahrhunderts nahm die Zahl der Wallfahrer und damit auch die Spenden ab. 1544 wurde in der Grafschaft Henneberg die Reformation eingeführt. 1555 war das Schenkhaus noch bewohnt. 1602 wurde die Kirche abgerissen und die Steine zum Bau der neuen Friedhofskirche in Schleusingen verwendet. Über das weitere Schicksal des Schenkhauses ist nichts bekannt.

## Kommendatoren, Statthalter und Verwalter der Kommende
| Amtszeit                                              | Kommendator | Sonstige Ämter |
| ----------------------------------------------------- | --- | --- |
| 1299. 1301                                            | Konrad von Arnstein | Kommendator 1306 Kommendator von Würzburg? |
| 1316, 1318 (sicher, sein Bruder Berthold ist genannt) | Berthold VI. von Henneberg-Schleusingen der Ältere († 21. August 1330, begraben in der Johanniterkirche in Würzburg, sein Grabstein ist im Bayerischen Nationalmuseum in München) | 1291 (Mit-)Stifter der Kommende Schleusingen, 1309 stellvertretender Prior von Polen, 1309 Kommendator von Büchold, 1310 Kommendator von Lossen (Schlesien), 1313 bis 1324 Prior zu Böhmen, Polen, Mähren und Österreich (so genannt 1316, 1318), 1315 bis 1323 Kommendator von Kühndorf, 1315, 1316 Kommendator in Würzburg, 1317 bis 1321 Kommendator von Boxberg, 1328 bis 1330 Prior der Ordensprovinz Alemannia |
| 1323                                                  | Heinricus de Milchendorf | Kommendator |
| 1324 bis 1356                                         | Berthold XI. von Henneberg, der Jüngere (* um 1290, † nach 24. August 1356) | Kommendator in Schleusingen, er wurde 1318 in den Johanniterorden aufgenommen. Sein Vater Berthold VII. hatte dem Ordenshaus in Schleusingen 100 Mark für die Aufnahme in den Orden überwiesen, 1348 Kommendator von Kühndorf, 1329 bis 1332, 1340 bis 1341 Kommendator in Würzburg, 1329 bis 1336 Kommendator in Biebelried, 1329 bis 1341, 1355 Kommendator in Boxberg, 1326 bis 1329 Prior von Böhmen, Mähren, Polen und Österreich, 1336 bis 1341 Prior der Ordensprovinz Alemannia, 1353 bis 1355 Bailli von Franken                    |
| 1358 bis (1367)                                       | Otto von Heßberg | Kommendator der Kommende Kühndorf mit der Kirche in Schleusingen, erhielt die Kommende Kühndorf nach dem Tod von Berthold von Henneberg von Großmeister Roger de Pins für 10 Jahre verliehen |
| 1377                                                  | Heinrich von Breßla | Kommendator von Schleusingen |
| 1385                                                  | Otto von Hessberg | Kommendator in Schleusingen, auch Kommendator von Kühndorf |
| 1401                                                  | Eberhard von Aura | Kommendator von Schleusingen |
| 1411                                                  | Johann von Tüngen | Kommendator in Schleusingen |
| 1425, 1439                                            | Johann Kremer | Kommendator in Schleusingen |
| 1450                                                  | Richard von Buttlar, genannt von Neuenburg († 23. August 1466) | Kommendator 1435 Bailli von Franken, 1435 Kommendator von Würzburg, 1450 Kommendator von Hemmendorf und Rexingen, bis 1430 Kommendator von Kühndorf und Schleusingen, danach nur noch von Schleusingen, 1454 bis 1464 Großbailli, 1466 bis 1469 Großprior |
| 1452, 1456 bis 1462                                   | Johann Straub/Strube | Kommendator in Schleusingen |
| 1486                                                  | Johann Kunkel | Statthalter in Schleusingen |
| 1488 bis 1495                                         | Johann Wilhelm Bodman | Kommendator in Schleusingen, auch Kommendator in Kleinerdlingen, Bruder Johann Beyer, Verwalter |
| 1488                                                  | Johann Ruprecht | Verwalter der Ordenshäuser Schleusingen, Kühndorf und Kirchheim |
| 1505, 1506 bis 1514                                   | Johann Beyer | Kommendator in Schleusingen |
| 1517                                                  | Hans Plenken | Kommendator |
| 1523                                                  | Simon Iselin († 27. Dezember 1530, in der dortigen Johanniterkirche begraben) | Kommendator in Schleusingen und Weißensee, 1523 bis 1530 Kommendator in Colmar, war 1522 beim Fall von Rhodos dabei |
| 1528 bis 1542                                         | Anastasius Schmalz/Smalz zu Landau | Kommendator zu Schleusingen und Weißensee (Wartenberg nennt ihn Anastasius Schmidt), nahm 1540 am Kapitel in Speyer teil |
| 1549                                                  | Andreas Heide | Verwalter |
| 1550 bis 1555                                         | Anton von Königstein | Kommendator von Schleusingen und Weißensee |
| 1558                                                  | Johann Pottinger | Kommendator von Schleusingen und Weißensee |
| 1559                                                  | Heinrich Grothe | |
| 1559 bis 1568                                         | Gilbrecht/Gilbert von Carben | Kommendator von Schleusingen und Weißensee |
| 1568 bis 1587                                         | Johann Georg von Schönborn (* ?, † 1587, Grab im Mainzer Dom) | Kommendator von Schleusingen und Weißensee, 1557 bis 1572(?) Kommendator in Rothenburg ob der Tauber, 1549 bis 1587 Kommendator in Worms, 1571 bis 1587 Kommendator in Mainz, (1566?) 1570 bis 1587 Kommendator in Hemmendorf und Rexingen, |
| 1587 bis 1595                                         | Philipp Lucius Schnouck (Snock, Snouck) | Kommendator in Schleusingen und Weißensee, 1587 Kommendator von Mecheln und Aachen, Eberhard Ittiges Verwalter |
| 1595 bis 1602                                         | Valentin von und zu der Heese († 25. Oktober 1602, Grabinschrift in der Johanniterkirche in Würzburg)                                                                             | 1578 bis 1602 Kommendator in Rothenburg ob der Tauber, 1601 bis 1602 Kommendator in Würzburg, 1601 bis 1602 Titular-Prior von Dacien, 1595 bis 1602 Kommendator von Schleusingen und Weißensee designierter Kommendator von Droyßig |
| 1605 bis 1612                                         | Johann Friedrich Hund von Saulheim (nach 1550, † 19. März 1635 in Heitersheim, in der dortigen Franziskanerkirche beigesetzt)                                                     | 1593 Stellvertreter des Großbailli, 1597 Kommendator von Kleinerdlingen, 1597 Kommendator von Tobel, 1600 bis 1602 Kommendator von Rohrdorf-Dätzingen, 1601 bis 1605, Titular-Bailli von Brandenburg, 1603 Kommendator von Mosbach, 1605 bis 1612 Kommendator von Würzburg-Biebelried, 1605 bis 1612 Kommendator von Schleusingen und Weißensee, 1605 bis 1607 Titular-Prior von Dacien, 1607 bis 1609 Titular-Prior von Ungarn, 1609 Großbailli, 1610 bis 1612 Kommendator von Rottweil, 1612 bis 1635 Großprior und Kommendator in Bubikon |
| 1608 bis 1612                                         | Johann Zollner | Verwalter |
| 1613 bis 1632                                         | Albrecht von Müggenthal/Mückenthal zu Hexenagger | Kommendator von Schleusingen und Weißensee |
| 1619 bis 1624                                         | Lorenz Dreg | Verwalter |
| 1625 bis 1628                                         | Ernst Adolph von Ottern | Verwalter |
| 1635 bis 1638                                         | Jacob Christoph von Andlau | Kommendator von Schleusingen und Weißensee, 1631 Großbailli, 1636 bis 1637 Kommendator von Burgsteinfurt, Lage, Villingen und Rottweil |
| 1648 bis 1660                                         | Heinrich Moritz von Wolframsdorf | Kommendator in Schleusingen und Weißensee, kaiserlicher Oberst, 1639 in den Orden aufgeschworen, 1648 bis 1660 Kommendator in Affaltrach und Schwäbisch Hall, um 1650 Kommendator in Trier, Adenau und Niederbreisig |
| 1664 bis 1671                                         | Ulrich Forer | Kommendator von Schleusingen und Weißensee |
| 1675 bis 1686                                         | Johann Philipp Freiherr von Schönborn († 1703 und in der Barbara-Kapelle im Mainzer Dom begraben)                                                                                 | Kommendator von Schleusingen und Weißensee, 1671 bis 1703 Kommendator in Würzburg und Biebelried, 1679 bis 1684 Kommendator in Mainz, 1688 bis 1700 Kommendator in Hemmendorf und Rexingen, 1700 bis 1703 Kommendator in Leuggern, 1702 bis 1703 Prior von Dacien |
| 1687 bis 1707                                         | Reichsfreiherr Baron Maximilian Heinrich von Burscheid | Kommendator von Schleusingen und Weißensee |
| 1702 bis 1704                                         | Ferdinand Baron von Grotte/Groote († 1742 in Tunis) | Verwalter, ließ 1702 das Ökonomiegebäude neu aufbauen nach 1704 Kommendator von Worms, Altmühlmünster und Regensburg, 1741 nach Schiffbruch im Mittelmeer von den Barbaresken gefangen genommen, gestorben 1742 im Hospital in Tunis |
| 1710 bis 1727                                         | Philipp Wilhelm Freiherr von Nesselrode und Reichenstein (* 1678 in Herten, † 16. Januar 1754 in Valletta)                                                                        | Kommendator von Schleusingen und Weißensee, 1683 in den Orden aufgenommen, 1697 Aufschwörung, ab 1703 Kommendator von Schwäbisch Hall und Affaltrach, 1720 bis 1727 Kommendator von Lage, 1721 bis 1727 Großbailli, 1721 bis 1754 Kommendator von Frankfurt, Rüdigheim und Mosbach, 1714 bis 1721 Zilhardt Verwalter in Schleusingen, 1727 bis 1754 Großprior und Kommendator von Bubikon |
| 1727 bis 1758                                         | Bernhard Moritz Freiherr von Cappel zur Horst († 1758) | Kommendator in Schleusingen und Weißensee, 20. Juni 1698 Aufnahme in den Orden 1727 bis 1749/1750 Kommendator in St-Jean-de-Bassel und Dorlisheim, 1727 bis 1758 Kommendator zu Lage und Herford sowie Herrenstrunden, 1724 bis 1734 Kommendator in Rottweil, 1748 bis 1753 Titular-Bailli von Brandenburg, 1753 bis 1758 Prior von Dacien |
| 1759 bis 1773                                         | Franz Jakob Ferdinand Freiherr von Franken († 1773) | Kommendator in Weißensee und Schleusingen, 1767 bis 1773 Kommendator von Regensburg und Altmühlmünster |
| 1774 bis 1786                                         | Franz Joseph von Griset Freiherr von Forell (* 1701 in Freiburg i. Ü., † 1786) | Kommendator von Schleusingen und Weißensee, 16. Mai 1739 bis 1786 Kommendator von Sulz, Colmar und Mülhausen, 1753 bis 1756 Kommendator von Rottweil, 1760 bis 1786 Kommendator von Schwäbisch Hall und Affaltrach |
| 1. Mai 1788 bis 1800                                  | (Joseph) Nicolaus Bruno von Griset Freiherr von Forell (* 24. August 1743, † 28. März 1800 in Erfurt, im Erfurter Dom begraben)                                                   | königl. französischer Major, Kommendator von Schleusingen und Weißensee, 1794 kursächsischer General-Lieutenant |
| 3. Dezember 1800 bis 8. Mai 1814                      | Philipp Hartmann Reichsfreiherr von Andlaw/Andlau-Bieseck (* 3. Juli 1764, † 8. Mai 1814 in Freiburg i.Br.)                                                                       | letzter Kommendator in Schleusingen und Weißensee |